# Enargia orenburghensis
Enargia orenburghensis là một loài bướm đêm trong họ Noctuidae.